# Oratorio di Santa Maria della Neve (Firenze)
L'ex oratorio di Santa Maria della Neve si trova a Firenze, in via San Gallo 40 rosso.

## Storia e descrizione
Verso il 1427 vennero qui riunite alcune monache di monasteri soppressi, come quello di San Gherardo e di San Girolamo degli Scalzi, poi unite nel 1435 al monastero di Sant'Agata. Poi fu per pochi anni sede delle monache poi trasferite in Santa Lucia, quindi un ospizio retto dai Canonici Regolari di Sant'Agostino della Badia Fiesolana. Tra questi ultimi ci fu don Timoteo da Verona, confessore di Cosimo il Vecchio. 
Ebbe qui sede la Compagnia dedicata ai santi Crispino e Crispiniano, fratelli calzolai martirizzati sotto Diocleziano. Era stata fondata il 6 giugno 1502, unendo due confraternite di calzolai e ciabattini, quella dei tedeschi (che si riuniva nella cappella di Santa Caterina d'Alessandria in San Lorenzo) e quella degli italiani.
Qui la nuova Compagnia riunificata ebbe prima sede, spostandosi poi nel corso del Seicento nella Santissima Annunziata. Più tardi ebbe sede in Borgo la Croce, presso l'oratorio dei Santi Crispino e Crespiniano. La compagnia aveva come stemma una corona con due palme in decusse, simbolo del doppio martirio dei suoi protettori, sovrastante una lesina e un trincetto, tipici strumenti del mestiere.
Dell'oratorio oggi resta traccia solo nella facciata, con l'originale finestra centrale, decorata da uno stemma mediceo. Nell'edificio accanto un altro stemma Medici-Lorena pende da una finestrella, vicino a una lapide del Signori Otto, ormai illeggibile ma nota dalle trascrizioni:
| LI SS.RI OTTO DI BALIA DELLA CITTA DI FIRENZE PROHIBISCONO A CIASCVNO DI QVALSIVOGLIA STATO GRADO E CONDIZIONE DI FARE ALCVNA SORTE DI SPORCHEZZA INTORNO ALLA CHIESA DI S MARIA DELLA NEVE DE' R. PP. CANONICI REGOLARI DELLA BADIA DI FIESOLE LA QVAL PRO HIBIZIONE Ṗ ORDINE E COMANDAMENTO DELLI MEDMI SS. OTTO SI ESTENDE A QVANTO DVRA L'HABITAZIONE DE PREDTI CAN. COMPRESO CIOÈ IL LORO HOSPIZIO CON LA SOPRAD.A CHIE SA E SOTTO L'ISTESSA PROHIBIZIONE COMANDANO I MEDMI SS. CHE NIVNO ARDISCA TENERE BESTIE LEGATE O SCIOLTE VICINO ALLA D.A CHIESA Ṗ QṄTO È LA TENVTA DI ESSI CANCI SOTTO PE NA DI SCVDI 2, 2. TRATTI DI FVNE E LA CATTVRA Ṗ CIASC.A VOLTA. |

La traslitterazione corrente è: «I Signori Otto di Balìa della città di Firenze proibiscono a chiunque di qualsivoglia stato, grado e condizione, di fare alccna sporcizia intorno alla chiesa di Santa Maria della Neve dei reverendi Padri Canonici Regolari della Badia di Fiesole, la quale proibizione per ordine e comandamento dei medesimi Signori Otto si estende a quanto dura l'abitazione dei predetti canonici
compreso cioè il loro ospizio con la sopradetta chiesa e sotto la stessa proibizione comandano i medesimi Signori, che nessuno ardisca tenere bestie legate o sciolte vicino
alla detta chiesa per quanto è la tenuta di essi canonici, sotto pena di scudi 2, 2 tratti di fune e la cattura per ciascuna volta».

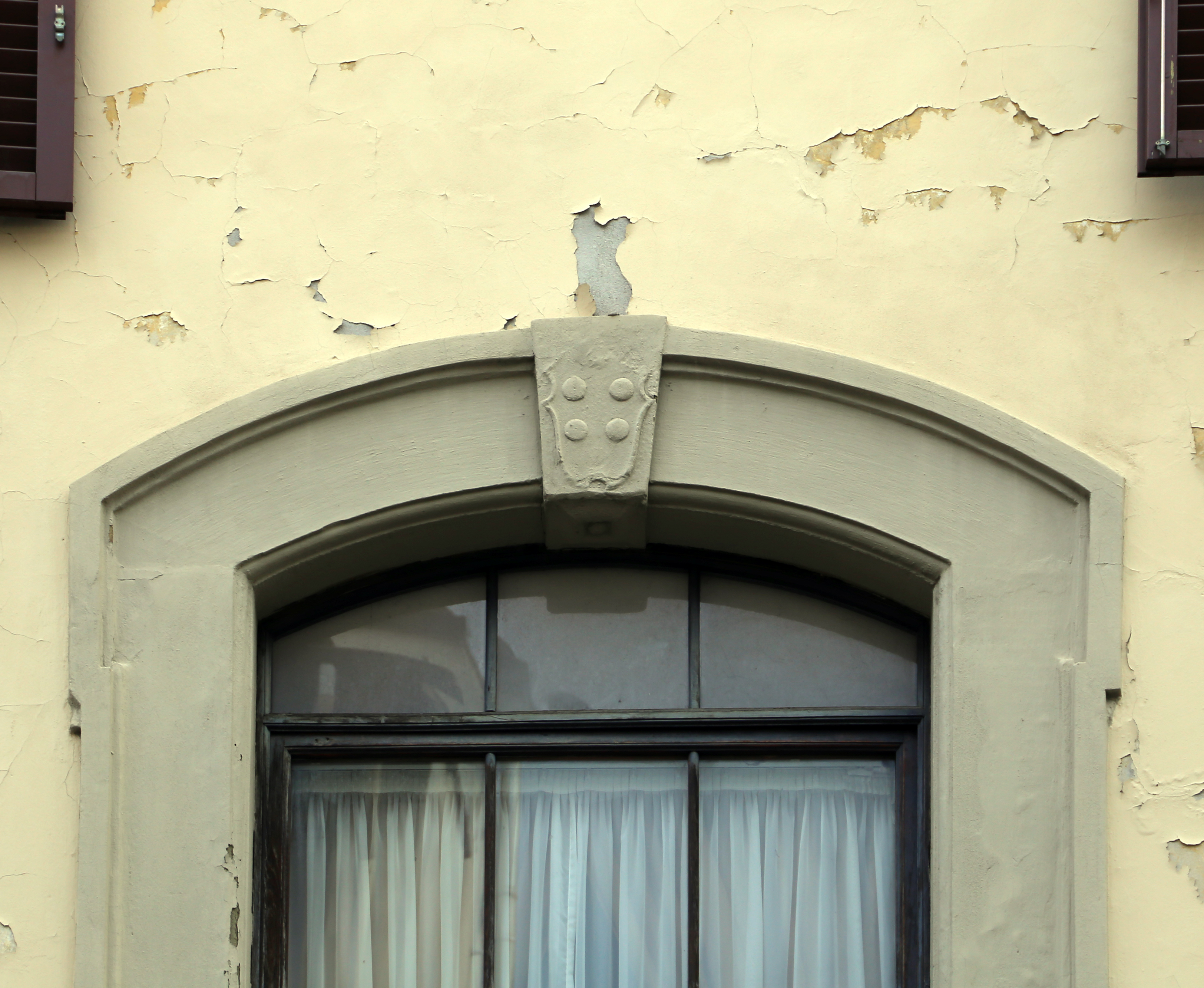
Stemma Medici
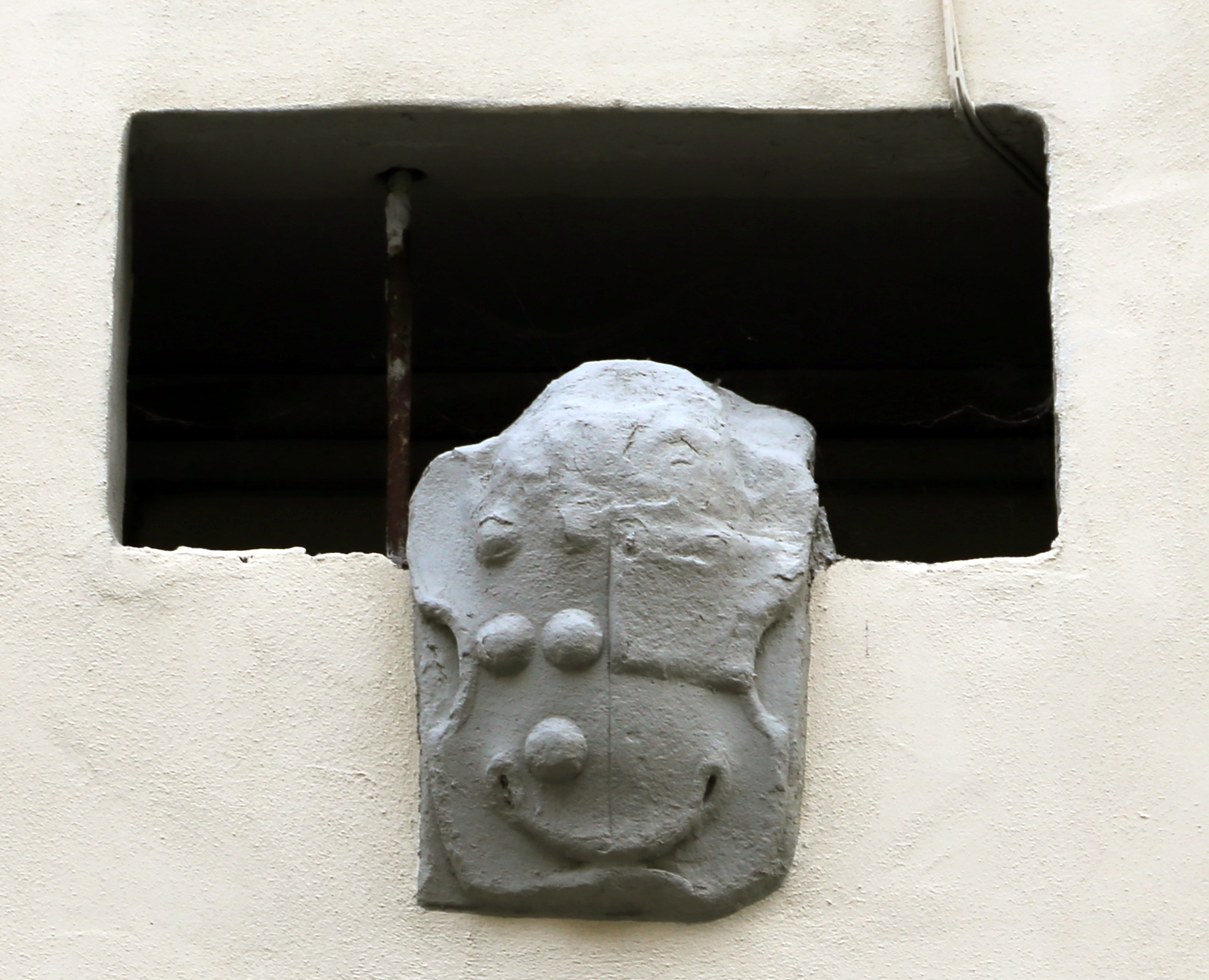
Stemma Medici-Asburgo del tempo di Francesco I de' Medici